# Darreh Takht
Darreh Takht (persiska: درّه تخت) är en ort i Iran.   Den ligger i provinsen Lorestan, i den centrala delen av landet, 300 km sydväst om huvudstaden Teheran. Darreh Takht ligger 1 860 meter över havet och antalet invånare är 413.
Terrängen runt Darreh Takht är varierad. Runt Darreh Takht är det ganska glesbefolkat, med 29 invånare per kvadratkilometer. Närmaste större samhälle är Aznā, 11,2 km nordost om Darreh Takht. Trakten runt Darreh Takht består till största delen av jordbruksmark.